# 初一的心願
《初一的心願》，新加坡新傳媒私人有限公司時裝電視劇，由瑞恩、方展發、雅慧、徐鳴杰及陳禕倫領銜主演，監製為黃光榮。此劇由新加坡全国肾脏基金会 (NKFS)所贊助。於2015年3月5日起於新加坡新传媒8频道首播。

## 播出时间

### 首播
| 頻道                   | 所在地   | 播放日期                     | 時間                                         |
| ---------------------- | -------- | ---------------------------- | -------------------------------------------- |
| 新傳媒8頻道（SD / HD） | 新加坡   | 2015年3月5日至 2015年3月20日 | 星期一至五 21:00-22:00                       |
| Astro双星 Astro双星HD  | 马来西亚 | 2015年3月12日                | 星期日至四 17:00-18:00 （3月30日起全球首播） |
| 新傳媒8頻道（SD / HD） | 新加坡   | 2015年3月30日至 2015年4月8日 | 星期一至五 21:00-22:00                       |
| Astro AEC Astro AEC HD | 马来西亚 | 2015年10月13日               | 星期一至五 20:30-21:30                       |

### 重播
| 頻道                   | 所在地   | 播放日期                     | 時間                            |
| ---------------------- | -------- | ---------------------------- | ------------------------------- |
| 新傳媒8頻道（SD / HD） | 新加坡   | 2015年3月6日至 2015年3月20日 | 星期一至五 08:00-09:00          |
| Astro双星 Astro双星HD  | 马来西亚 | 2015年3月12日                | 星期日至四 21:00-22:00          |
| Astro双星 Astro双星HD  | 马来西亚 | 2015年3月12日                | 星期一至五 00:00-01:00          |
| Astro双星 Astro双星HD  | 马来西亚 | 2015年3月13日                | 星期五 14:00-18:00 （连播五集） |
| Astro双星 Astro双星HD  | 马来西亚 | 2015年3月14日                | 星期六 06:00-10:00 （连播五集） |
| Astro双星 Astro双星HD  | 马来西亚 | 2015年3月15日                | 星期日至四 07:00-08:00          |
| Astro双星 Astro双星HD  | 马来西亚 | 2015年3月15日                | 星期日至四 13:00-14:00          |
| 新傳媒8頻道（SD / HD） | 新加坡   | 2015年3月30日至 2015年4月9日 | 星期一至五 08:00-09:00          |
| Astro AEC Astro AEC HD | 马来西亚 | 2015年10月13日               | 星期一至五 23:00-24:00          |
| 新傳媒8頻道（SD / HD） | 新加坡   | 2016年1月8日                 | 星期一至五 17:30-18:30          |

## 故事概要
乐观开朗的沈初一，因为从小看父亲洗肾所以非常注意健康，也常叮咛身边的人要照顾身体。没想到一向注重健康的她却被诊断换上了急性肾病。当生命给予她第二次机会，重新站起来的她立志要帮助更多的肾脏病患者。

## 演員陣容

### 主要角色
| 演员   | 角色   | 介绍 |
| 瑞恩   | 沈初一 | 乐观热情、个性坚毅、有不屈不挠的精神 父亲在她童年时因肾衰竭而逝世，自小与妈妈陈妙玉相依为命。虽然不幸遗传父亲的肾脏病，她秉持着坚毅的个性、以及乐观热情的性格，积极面对病痛。她性格上的特点与好同学蔡嘉怡颇为相似。两人最大的特性是遭遇挫折时，不但不沮丧，反而哈哈大笑。嘉怡因意外过世，临终把自己的肾脏捐给了她，她因此而得以重生。不忘嘉怡的重托，帮助蔡家成员摆脱病态的生活习性，蔡家开始有些抗拒她，尤其是嘉嘉，她始终不肯放弃，凭着真心，终于让蔡家接纳她。 被于洋的深情吸引，答应嘉怡好好照顾于洋，于洋从开始的抗拒到对她产生感情，其实怀着矛盾和逃避的心理，努力让于洋抛开桎梏，面对真正的感情。 |
| 方展發 | 于洋   | 固执，用情专一，有才华 与蔡嘉怡相知相识，两人相恋多年，对嘉怡用情至深。嘉怡意外逝世时，他的生活陷入谷底，疯狂寄情工作，初一的出现，不时提醒嘉怡的死，从开始的逃避初一到之后的不知不觉爱上她，感情矛盾复杂，害怕自己会背叛对嘉怡的誓言与感情，选择逃情。 有段不愉快的成长过程，母亲在他六岁时抛夫弃子，留下他跟父亲。看到父亲多年来过着痛苦的生活，郁郁而终他告诉自己，不能原谅母亲，甚至语言伤害母亲，直至母亲病逝，见不到最后一面，他才懊悔自己的固执，母亲留下大笔遗产给他，他觉得不该接受，成立慈善基金，帮助慈善机构。                                                                               |
| 雅慧   | 蔡嘉嘉 | 自卑、个性懒散，渴望爱情 超级肥胖身材，嗜食，什么零食都可以塞进口里，酷爱快餐，肥胖食物，年轻时的一次感情挫败让她失去人生的意义，暴饮暴食，结果变成现今的80公斤体型。体型庞大的她带客户看房子常常搞到上气不接下气，甚至要客户自己爬上高楼，闹出不少笑话。尽管家人劝她减肥，出去见客也体面一点，但她懒得减肥，永远告诉他人‘肥胖是福’。在于洋和沈初一的安排下，成了林忠恳的健身院学员，忠恳忍住不说实话，因而透不过气昏倒。忠恳对她产生好感。她虽然感动，但是难以置信，扮高傲的拒绝追求。 |
| 徐鳴杰 | 林忠恳 | 有“完全诚实心理病”，幽默，热忱 于洋的朋友兼死党，健身院教练，是沈初一的好友，这人没有朋友，因为他有一种“完全诚实心理病”的毛病，一说谎就会感到透不过气，满脸涨红，莫名其妙的窒息，严重时甚至会昏倒，因为他“不能说谎”的理念经常搞到学员难堪，不愉快，所以大家都怕了他。 看透蔡嘉嘉内心自卑，表面逞强，又自暴自弃的个性，毫不留情面的拆穿嘉嘉的‘真面目’。心里其实对嘉嘉有感觉。发现嘉嘉表面高傲，其实内心自卑，锲而不舍的追求嘉嘉，帮助嘉嘉减肥。 |
| 陳禕倫 | 丁展鹏 | 缺乏主见，感情容易动摇 是沈初一的男朋友，得知初一患上肾脏病后，选择听从父母的话，离开初一，与富家女李宛如结婚，生下天生有病的儿子，宛如选择逃避，他独自面对病痛的儿子，幸亏得到初一无私的帮助，对初一从愧疚到依赖，最后尝试努力打动初一的心，重新开始。 |

### 其他角色
| 演员   | 角色            | 介绍 |
| 阳咏存 | 蔡嘉怡          | 优秀、唯美浪漫性格，心地良善，性情温和，但毅力坚定，一旦决定的事情非完成不可 沈初一的至交好友，拥有天使般的良善心，于洋的未婚妻，样样优秀的她是父母的骄傲，于洋的挚爱，不忍心初一受到洗肾之苦，决定捐肾给初一，父母和初一不能接受，好不容易说服了父母，不幸的意外车祸夺去了她的命，父母尊重她的遗愿，把肾脏捐给了初一。 |
| 洪慧芳 | 林少萍          | 贵妇，气质高贵优雅，举止谦恭和顺，言语不多 于洋之亲生母亲，在于洋童年时抛弃了丈夫和儿子，改嫁富豪，深悔年轻时抛弃儿子，不敢认回儿子，希望在离开人世间弥补得到儿子的原谅，通过初一，接近于洋。 |
| 陈丽贞 | 陈妙玉          | 个性豪迈，直率，打扮性感摩登。 初一之母亲，在健身院柜台当毛巾分派员，热爱户外运动，丈夫患肾脏病多年，因肾衰竭而逝世，心里一直愧疚当年没有好好照顾丈夫，不幸女儿也患上遗传肾脏病，从开始的不能接受到豁达面对，不论是精神和生活上，都是女儿的支柱，初一得到嘉怡的捐肾后，支持女儿“进驻”蔡家，帮助蔡家人健康生活。         |
| 林梅娇 | 黄翠娇          | 面恶心软，爱唠叨，有些贪小便宜 嘉嘉、嘉怡之母亲，在餐馆当厨房清洗员工，宠爱两个女儿，尤其是小女儿嘉怡，强烈不同意嘉怡捐肾给初一，最终还是心软的答应。嘉怡不幸车祸去世后，一家人生活一段陷入谷底，开始不能面对接受捐肾的初一。喜欢把餐馆的剩菜带回家，饮食习惯非常不健康。                                               |
| 陈澍城 | 蔡清德          | 脾气温和，开明、性格开朗，爱说话 嘉嘉、嘉怡之父亲，德士司机，最大的嗜好就是吃，因工作的关系，什么地方有美食他都知道，会特地专程买回家给妻子女儿尝。对健康饮食习惯完全没观念。以优秀的小女儿嘉怡为傲，人前人后夸口，因为不能接受嘉怡的死，暴食暴饮，导致健康亮红灯，患上高血压。                                         |
| 许美珍 | 芳姐            | 有江湖儿女的豪情与气魄，大姐大个性，内心有柔情的一面 Spa的按摩员，有两段不愉快的婚姻，带一点沧桑与世故，看澹人世情，与隔壁肥哥发展一段似有若无的情缘。喜欢吃煎炸食物。 |
| 苏智诚 | 肥哥            | 正直真诚，但粗枝大叶，不善表达感情 餐馆厨师，因为工作性质与环境，饮食与生活习惯都非常不健康，年轻就远离家乡独自来新加坡谋生，感情上一片空白，因为朝夕相处，与芳姐自然衍生一段暧昧的情愫。因为不健康的饮食和生活习惯，一次差一点肝脏出问题。                                                                             |
| 方伟杰 | 仔仔 （刘伟强） | 个性单纯，没心机，容易上当，想象力丰富 餐馆助手，肥哥的徒弟。喜欢甜食，无甜不欢，没什么人生目标，最大的嗜好看电影、电视剧，工余时间的娱乐就是上网看电影，因此一点小事就会产生许多戏剧性的联想。 |
| 陈天文 | Albert张        | 木讷、内向，感情真挚 初一的邻居，半退休人士，喜欢说格言，被初一封为张博士，年轻时埋头工作，错过婚姻和爱情，对妙玉情有独钟。 |
| 许振荣 | 张俊凯          | 肾脏病患，年轻时完全轻忽了健康生活与饮食习惯。有才华，有抱负与理想，存了一笔钱想创业开蛋糕店，患上肾脏病，一切计划与抱负破灭，女友离他而去，一度消沉颓废，放弃治疗，幸亏有妹妹的支持，终于面对现实与病魔。 |
| 孙欣佩 | 张俊秀          | 活泼外向，乐观积极。俊凯的妹妹，大学生。 |
| 马艺瑄 | Ann             | 能干，精明。少萍之女秘书，得力助手。 |
| 李美玲 | 周惠敏          | 因为得了肾病，曾经事业有成的她失去一切然后自暴自弃。后来，她受到互助小组的鼓励而参与各项活动，并且在初一的帮助下终于克服心理障碍，寻求治疗。她也渐渐喜欢上俊凯而死缠烂打。 |

## 電視劇歌曲
| 曲別   | 歌名           | 演唱者 | 作曲           | 作詞           | 编曲         | 制作人         |
| 主题曲 | 完美治疗者     | 林思彤 | 林思彤         | 林思彤、陈佩仪 | 杨熙、林倛玉 | 林倛玉         |
| 插曲   | 初一的心愿     | 林思彤 | 林思彤、林泰安 | 林思彤、林泰安 | 王家耀       | 林思彤、王家耀 |
| 插曲   | 我们不都是这样 | 林思彤 | 林思彤         | 林思彤         | 杨熙、林思彤 | 林倛玉         |

注明：林思彤也担任方展发与许振荣的歌唱指导，她也顺理成章当上他们的歌唱指导以及录音室制作人。

## 奖项
此剧在红星大奖2016只入围一项专业技术奖。
| 奖项                         | 奖项         | 奖项   | 奖项 |
| 颁奖典礼                     | 奖项         | 入围者 | 结果 |
| ---------------------------- | ------------ | ------ | ---- |
| 红星大奖2016之幕后英雄颁奖礼 | 最佳戏剧摄影 | 林合存 | 提名 |

## 註腳
1. ↑  . 哈哈音乐.   [2015年4月3日]. （原始内容存档于2015年4月7日） （英语）.
2. ↑  . MyPaper 我报. 2015年3月18日  [2015年4月3日]. （原始内容存档于2015年4月6日）.

## 電視節目的變遷
| 新加坡 新傳媒8頻道（SD / HD） 星期一至五 21:00 - 22:00 2015年3月23日 - 27日停播（李光耀逝世，播出关于李光耀的精选） | 新加坡 新傳媒8頻道（SD / HD） 星期一至五 21:00 - 22:00 2015年3月23日 - 27日停播（李光耀逝世，播出关于李光耀的精选） | 新加坡 新傳媒8頻道（SD / HD） 星期一至五 21:00 - 22:00 2015年3月23日 - 27日停播（李光耀逝世，播出关于李光耀的精选） |
| --- | --- | --- |
| | 初一的心願 （2015.03.05- 2015.04.08）                                                                               | |
| 百歲大吉 （2015.02.02- 2015.03.04）                                                                                 | 虎媽來了 （2015.04.09- 2015.05.06）                                                                                 | |
| 星期六至日 07:20 - 09:00 （重播连接两集）                                                                           | | |
| 96°C 咖啡 (2021.10.23 - 2021.11.21）                                                                                | 初一的心願 （2022.11.27 - 2022.12）                                                                                 | 过好年 （2022.01.01 - 2022.01.30）錢來運轉 （2022.02.05 - 2022.03.06）                                              |
| 马来西亚 Astro双星、Astro双星HD 星期日至四 17:00 - 18:00                                                            | | |
| 百歲大吉 （2015.02.12- 2015.03.11）                                                                                 | 初一的心願 （2015.03.12- 2015.04.08）                                                                               | 吉人天相 （2015.04.09- 2015.04.14）                                                                                 |